# Bataille de Guard Hill
Guerre de Sécession
Batailles
- Guard Hill
- Summit Point
- Smithfield Crossing
- Berryville
- 3e Winchester
- Fisher's Hill
- Tom's Brook
- Cedar Creek

La bataille de Guard Hill ou de la bataille de Crooked Run s'est déroulée le 16 août 1864, dans le comté de Warren, en Virginie, dans le cadre de la campagne de la vallée de la Shenandoah de Philip H. Sheridan pendant la guerre de Sécession. Selon Pachan, la supériorité numérique de l'Union et la qualité du commandement mettent en déroute l'infanterie confédérée, et la bataille s'avère être un tournant dans la campagne de la vallée de la Shenandoah.

## Contexte
Début août 1864, le major général de l'Union Philip Sheridan prend le commandement de la division militaire du milieu avec pour objectif de mettre un terme à la menace du lieutenant général Early qui mène une campagne dans la vallée de la Shenandoah et empêcher les confédérés d'utiliser la vallée pour se ravitailler. Le 10 août 1864, Sheridan quitte Harpers Ferry avec ses 40 000 hommes de l'armée de la Shenandoah  pour engager le 18 500 hommes d'Early qui se trouve à Winchester. Le confédérés se retirent vers Fisher's Hill pendant que Sheridan se positionne à Cedar Creek. Lorsque des renforts confédérés sous les ordres de Richard H. Anderson menacent les arrières de Sheridan, ce-dernier envoie une division de Wesley Merritt garder la zone.

## Bataille

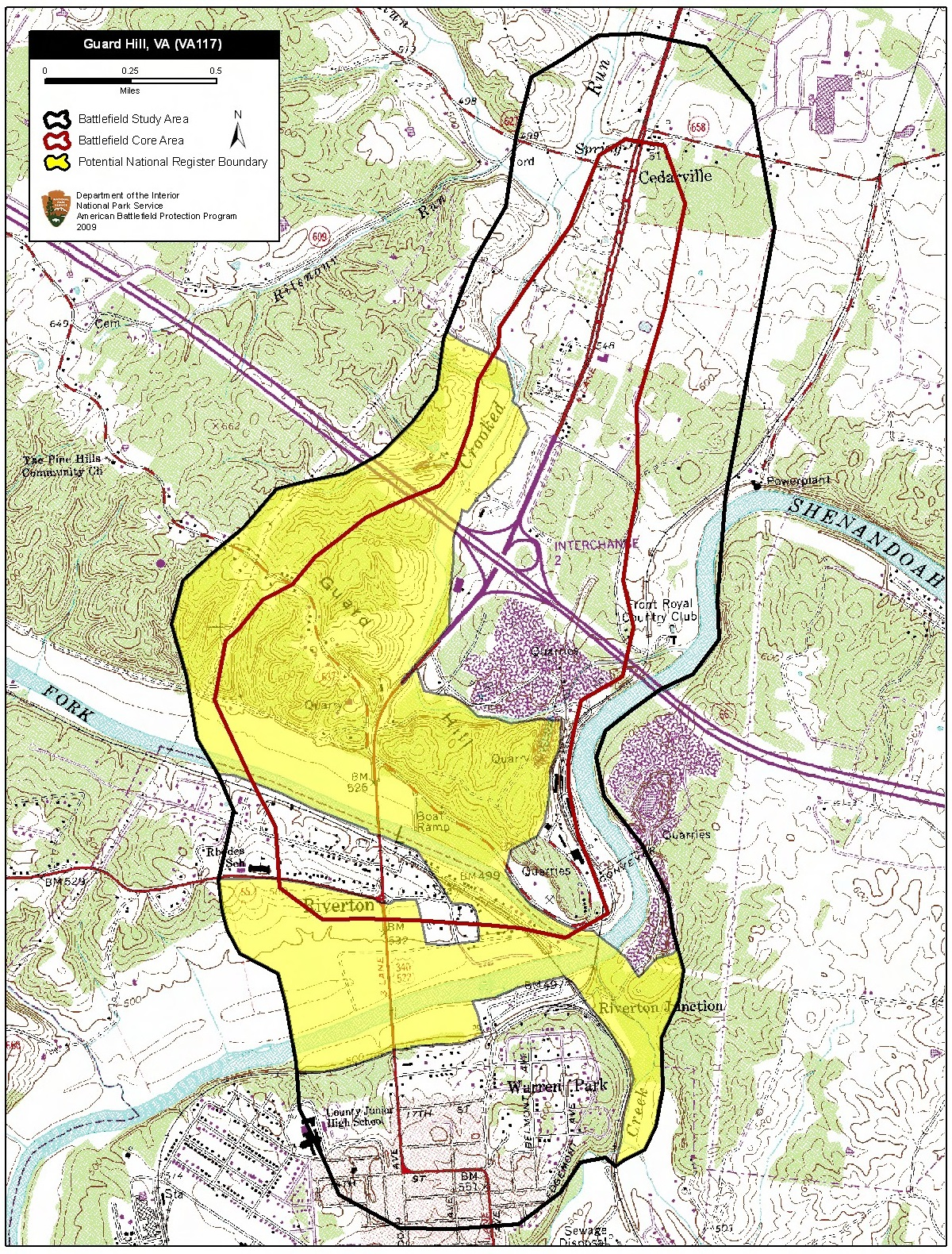
Carte du champ de bataille de Guard Hill et des zones d'étude par le programme de protection des champs de bataille américains.

Le matin du 16 août, Anderson envoie les brigades de Wofford et de Wickham traverser la Shenandoah. L'avant-garde confédérée  du général Kershaw dispersent les piquets fédéraux sur le passage de la rivière Shenandoah à Front Royal. Les troupes les poursuivent sur Front Royal Pike, arrivant finalement à Guard Hill, un important point de repère. Là, la brigade de William C. Wickham se heurte à la brigade de cavalerie démontée du brigadier général de l'Union Thomas C. Devin qui est dans une solide position défensive et subissent de lourdes pertes. Au cours d'une combat rapproché confus, les fédéraux font 139 prisonniers. 
La brigade du brigadier général confédéré William T. Wofford tente un mouvement de flanc en pataugeant dans le Crooked Run. Alors qu'ils sont au milieu du gué, ils sont attaqués et mis en déroute par deux brigades de New York qui font 300 prisonniers et prennent deux drapeaux de combat. La brigade du Michigan du brigadier général George A. Custer chevauche vers la bataille et soutient la ligne de Devin le long du Crooked Run jusqu'à ce qu'elle soit forcée de se retirer vers Cedarville par l'artillerie confédérée sur Guard Hill de la troupe principale de Kershaw. Les fédéraux rejoignent alors Sheridan.

## Conséquences
Incertain de l'effectif des troupes confédérées d'Early qui lui font face, et sur ordre de Grant qui ne veut pas subir une défaite, Sheridan se retire vers Charles Town pour protéger le chemin de fer de Baltimore et de l'Ohio et le dépôt de ravitaillement à Harpers Ferry.
Les pertes fédérales sont estimées à 71 hommes (13 tués et 58 blessés) et celles des confédérés à 480 hommes (30 tués, 150 blessés et 300 disparus),,. 
Le commandement par le général Custer de ses hommes lors de cet engagement est unanimement salué dans tous les récits de la bataille.